# Huishoudfolie

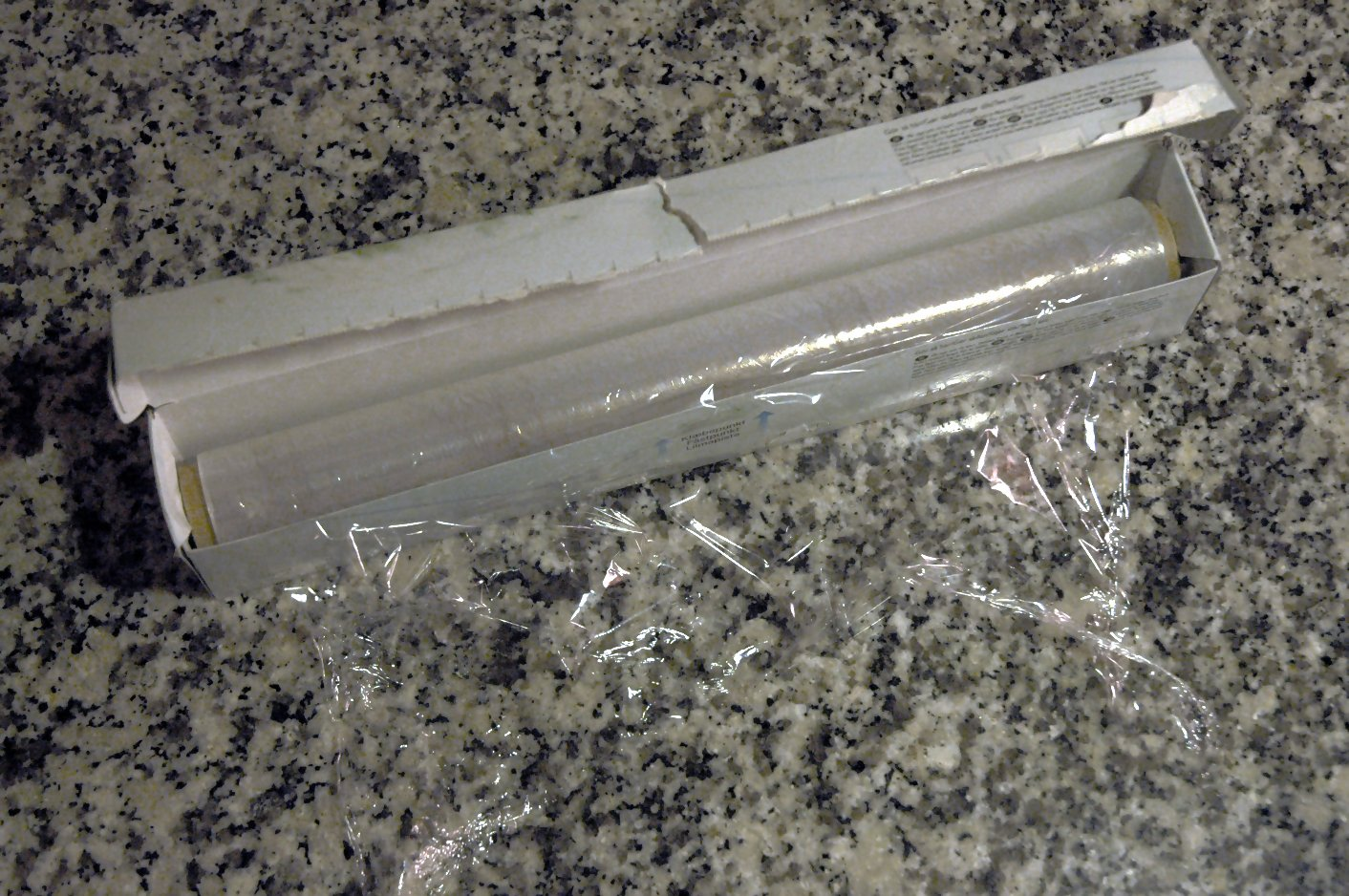
Huishoudfolie in doosje

Huishoudfolie is een folie van kunststof, doorgaans polyetheen, die wordt gebruikt om eten af te dekken om het tegen uitdrogen te beschermen als het wat langere tijd moet worden bewaard, bijvoorbeeld als het eten van tevoren is klaargemaakt of als er wat over is gebleven. Het afdekken met folie is tevens bedoeld om nare 'luchtjes' uit de koelkast te weren, het is een goed alternatief als er bij een bepaald schaaltje geen deksel is.
De folie wordt daarom ook wel vershoudfolie genoemd, hoewel dat woord meer belooft dan het waar kan maken. Het gebruik ervan zal het zo opgeborgen voedsel niet zoveel langer vershouden, als het na het afdekken niet in een koelkast wordt gezet.